# تپه ترخان‌آباد مریوان
تپه ترخان آباد مریوان مربوط به دوران‌های تاریخی پس از اسلام است و در مریوان، محله ترخان آباد واقع شده و این اثر در تاریخ ۴ تیر ۱۳۷۷ با شمارهٔ ثبت ۲۰۴۴ به‌عنوان یکی از آثار ملی ایران به ثبت رسیده است.